# Googleデータセット検索
Googleデータセット検索 はGoogleの研究者向けの、自由に利用可能なオンラインのデータを探すための検索エンジンである。 
データセット検索は2018年9月5日に、科学者やデータジャーナリストを対象にベータ版としてリリースされ、2020年1月23日に正式リリースされた。
また、データセット検索は、学術研究や論文の検索に特化したGoogle Scholarを補完するものである。

## 特徴
データセット検索はデータの種類(画像や文章など)によって検索結果を絞り込むことができる。また、スマートフォンからも利用可能である。

## 技術
データセット検索はschema.org コンソーシアムの定める標準に従ってメタデータを処理するデータセット提供元に高度に依存している。 Google AI blogによると、
Googleの検索エンジンがschema.org/Datasetマークアップのウェブページを処理する際は、データセットのメタデータが存在することを認識し、その構造化されたメタデータをもとに、ページ内のそれぞれの注釈に関する「レコード」を作成します。schema.orgを使用することで、開発者はこの構造化情報をHTMLに埋め込むことができ、ページの外観に影響を与えることなく、情報の意味をすべての検索エンジンに可視化することができます。—Google AI Blog、Building Google Dataset Search and Fostering an Open Data Ecosystem (原文から翻訳)、

## バージョン
データセット検索は2018年9月5日に、ベータとしてリリースされた。2020年1月23日に正式にリリースされた。